# École anglaise
L'École anglaise (en anglais : English school), également présentée comme réalisme libéral ou institutionnalisme britannique, est un courant de pensée en relations internationales. Elle est représentée par des auteurs comme Martin Wight, Hedley Bull, David Mitrany ou encore John Burton.

## Description
Elle envisage les relations internationales comme un faisceau complexe de relations entre les États, qui forme une « société internationale » (et pas seulement un « système inter-étatique »). Par contraste avec la théorie réaliste qui postule un état de nature international au sens « hobbesien » du terme (« la guerre de tous contre tous »), l'École anglaise adopte une conception « lockienne » (l'état de nature comme état d'égalité mais absence d'un juge impartial).
L'École anglaise conçoit les relations internationales comme une société sans État. Cette société peut être déduite des principales institutions qui régulent les relations internationales : la guerre, les « grandes puissances », la diplomatie, l'équilibre de la puissance (balance of power), mais surtout la reconnaissance mutuelle par les États de leur souveraineté.